# David van der Kellen (III)
David van der Kellen (Utrecht, 2 januari 1827 – Nieuwer-Amstel, 9 september 1895) was een Nederlands graficus, kunstschilder, tekenaar en museumdirecteur. Ter onderscheid van zijn gelijknamige vader en grootvader wordt hij in de literatuur vermeld als David van der Kellen (III) en David van der Kellen jr.

## Leven en werk
David van der Kellen was een zoon van medailleur en stempelsnijder David van der Kellen (1804-1879) en Hanriette Fricederica Menger (1808-1886) en een broer van Johann Philip, Johannes en Hendrika van der Kellen. Hij kreeg les van zijn Bruno van Straaten en Willem Pieter Hoevenaar. Zijn vader wilde hem opleiden in de medailleurkunst, maar Davids interesse ging meer uit naar de schilderkunst. Hij studeerde aan de Koninklijke Akademie van Beeldende Kunsten (1843-1845, 1850) in Amsterdam, als leerling van Jan Adam Kruseman, en de Staatliche Kunstakademie in Düsseldorf, als leerling van Heinrich Mücke. Hij trouwde in 1851 met zijn achternicht Anna Wilhelmina van der Kellen (1829-1885). Uit dit huwelijk werden onder anderen de latere schilders Charlotte van der Kellen en conservator Johan Philip van der Kellen Dzn. geboren.
Van der Kellen schilderde genrestuken en maakte etsen en litho's. Hij nam met zijn werk onder meer deel aan de tentoonstellingen van Levende Meesters. Hij werd lid en bibliothecaris van Arti et Amicitiae, was secretaris van het Koninklijk Oudheidkundig Genootschap en werd in 1859 benoemd tot lid van de Koninklijke Akademie. Hij kreeg een aanstelling als directeur van het Nederlandsch Museum voor Geschiedenis en Kunst (1876-1895) en was rond 1876 waarnemend directeur van het Koninklijk Kabinet van Zeldzaamheden. De collectie van beide musea gingen later op in de collectie van het Rijksmuseum Amsterdam. Hij ontving meerdere onderscheidingen en was onder meer ridder in de Orde van de Eikenkroon, officier in de Portugese Orde van Christus, ridder in de Orde van de Leeuw en de Zon van Perzië.
David van der Kellen overleed op 68-jarige leeftijd.

## Enkele werken

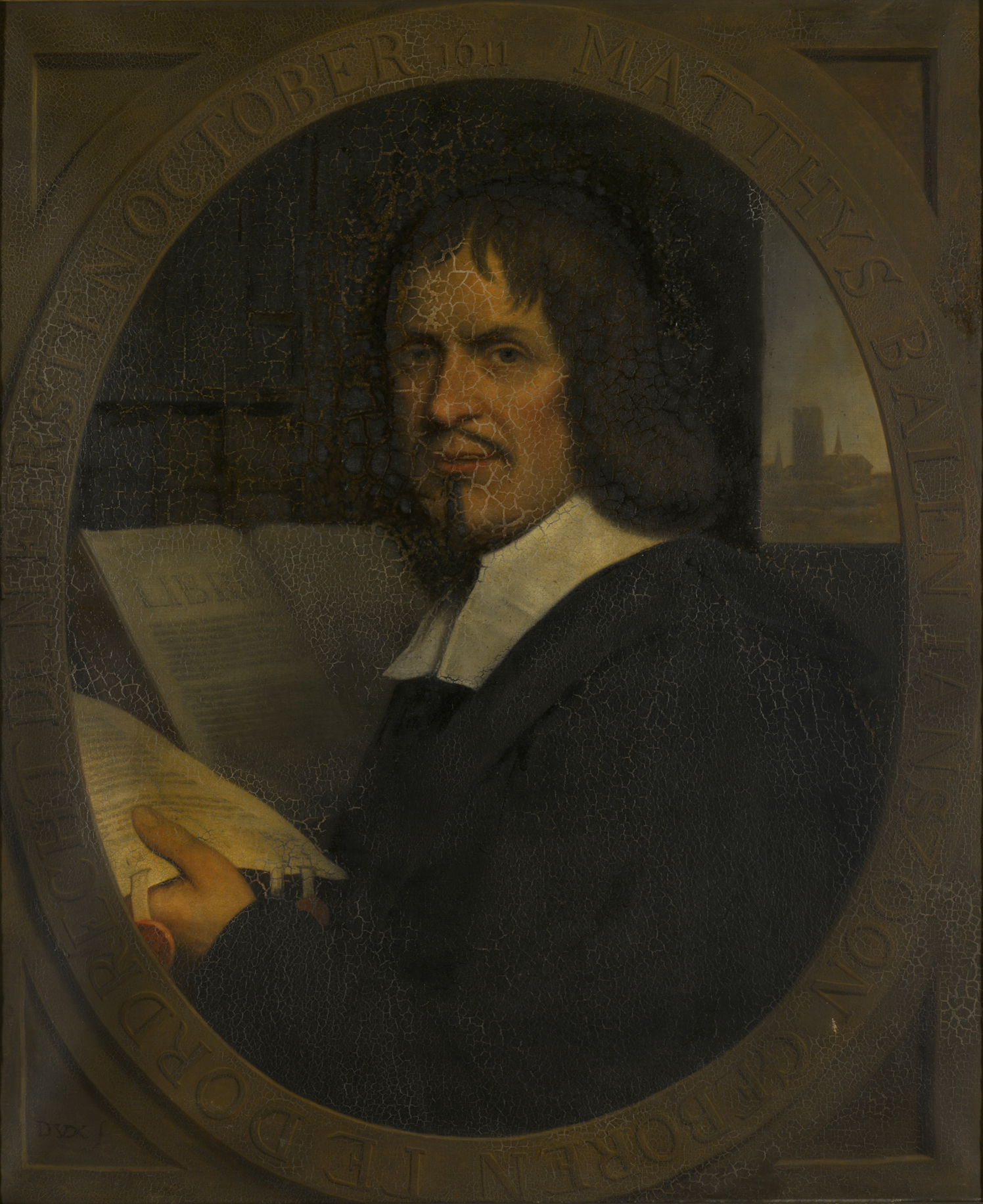
Portret van Matthijs Balen, naar Samuel van Hoogstraten. Collectie Dordrechts Museum.
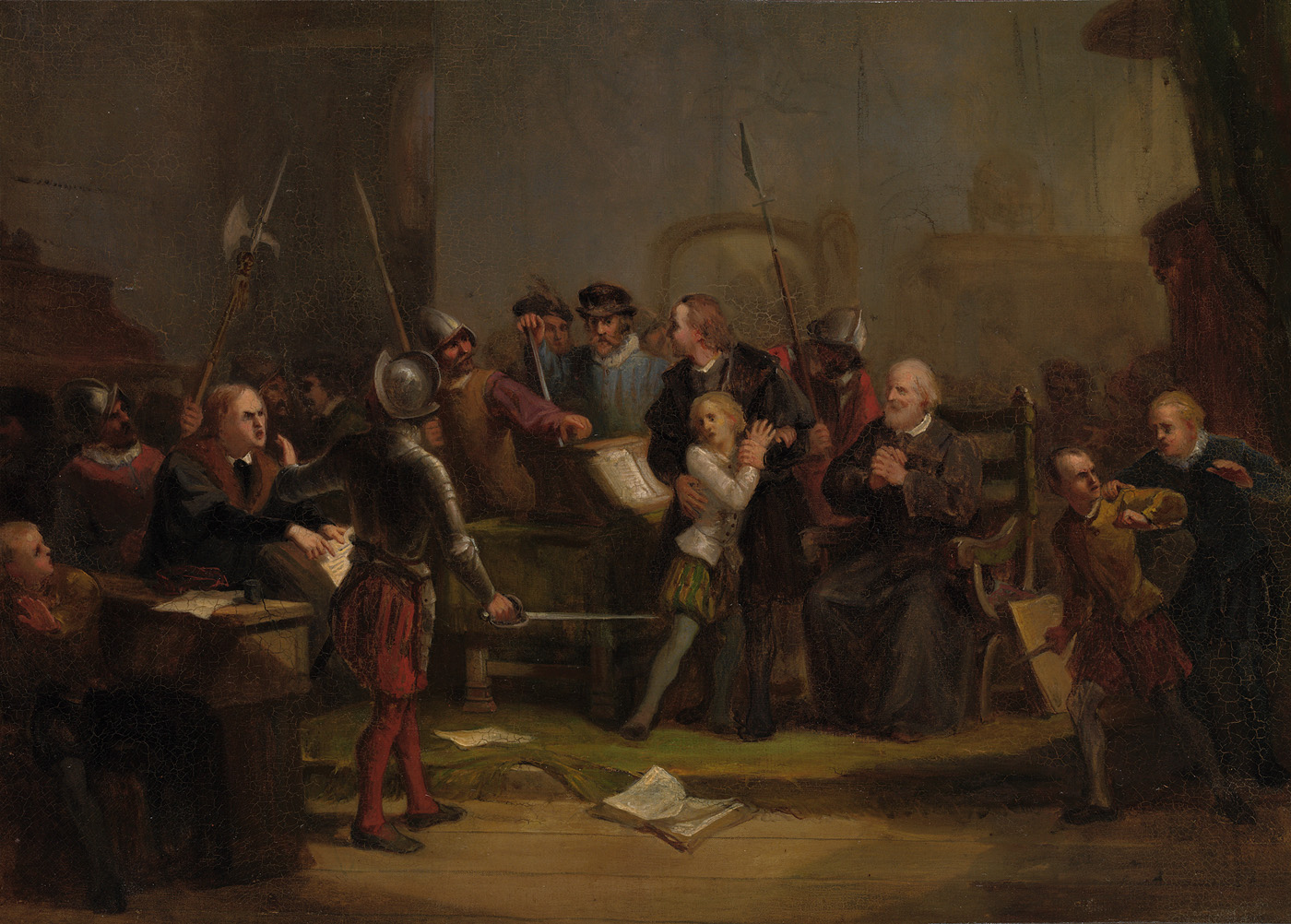
Filips Willem wordt uit de hogeschool te Leuven ontvoerd. Collectie Amsterdam Museum.
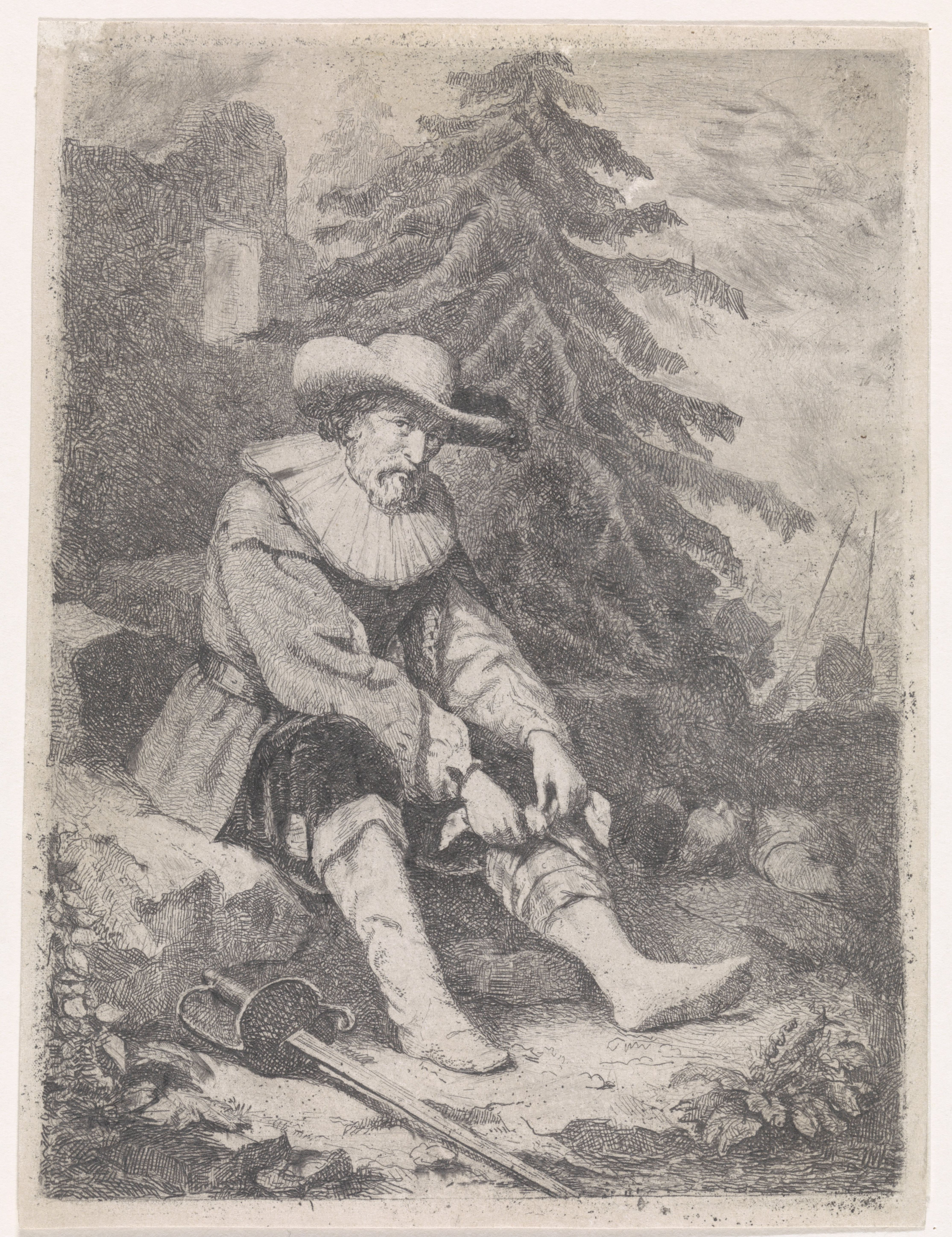
Gewonde krijgsman. Collectie Rijksmuseum Amsterdam.
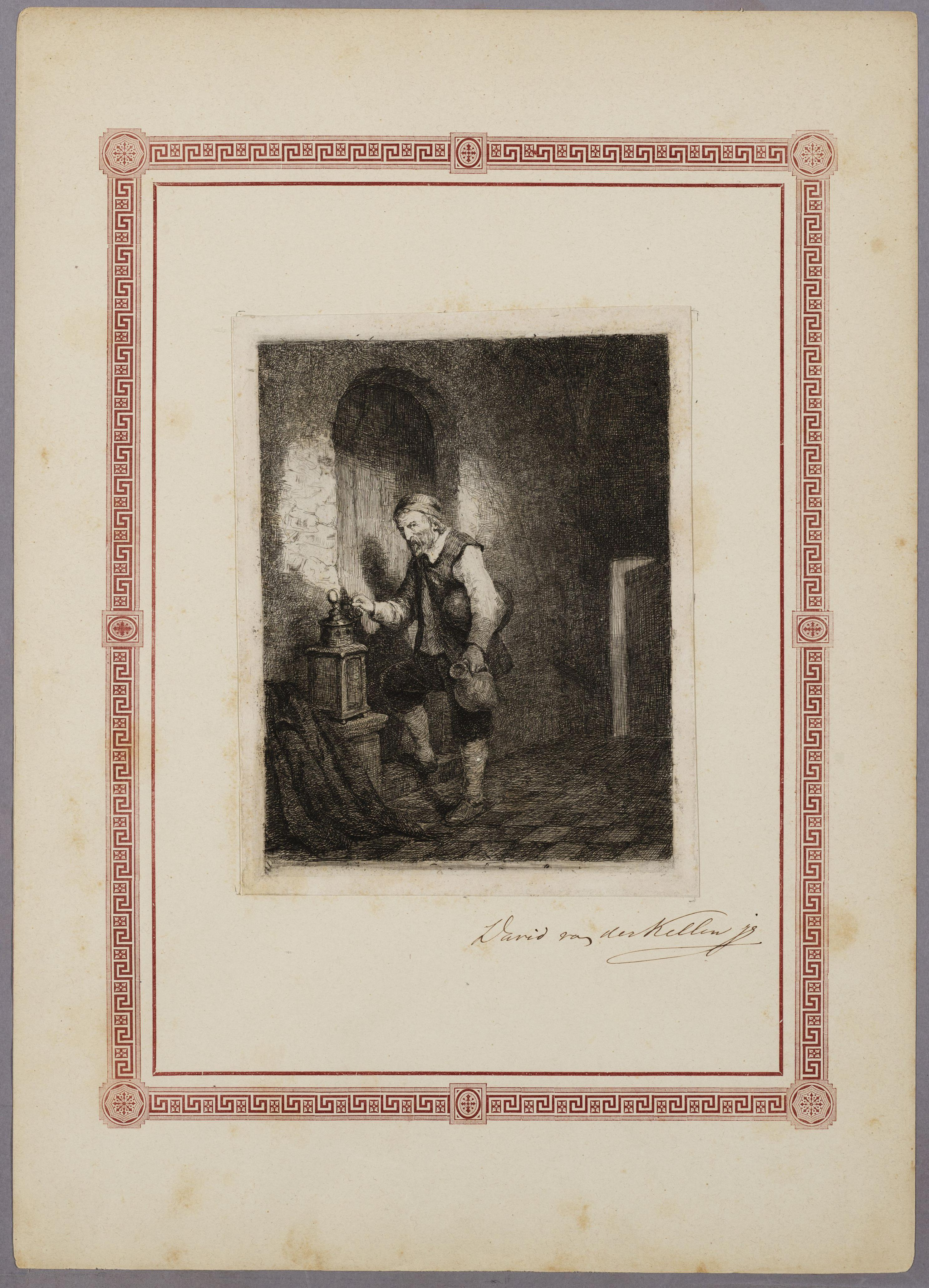
Bijdrage aan het Album van Mevrouw Bosboom-Toussaint (1882)

## Publicaties
- D. van der Kellen Jr (1861) Nederlandsche Oudheden, Verzameling van Afbeeldingen der voor Wetenschap, Kunst en Nijverheid meest belangrijke voorwerpen uit vroegere tijden, op Raadhuizen, in Kerken, Gestichten, openbare en bijzondere Kabinetten enz. 's-Gravenhage: Martinus Nijhoff.
- D. van der Kellen Jr (1879) "De relikwiën van het Huis van Oranje in het Nederlandsch Museum", in Nederlandsche Kunstbode 1 (1879), p. 3-5.
- D. van der Kellen Jr (1879) "Drijfwerken in het Nederlandsch Museum", in Nederlandsche Kunstbode 1 (1879), p. 241-244

- Biografisch Portaal: 41592829
- Gemeinsame Normdatei: 116116986
- International Standard Name Identifier: 0000 0000 6677 0471
- Nederlandse Thesaurus van Auteursnamen: 14604407X
- RKD-Nederlands Instituut voor Kunstgeschiedenis: 43780
- Union List of Artist Names: 500025428
- Virtual International Authority File: 45046462
- WorldCat: E39PBJbWyJQFkGghyF3YXG46rq